# SŽD-Baureihe ТУ8П
Der Dieseltriebwagen ТУ8П (TU8P) ist eine bei der Maschinenfabrik Kambarka für die Schmalspur- und Breitspurbahnen der SŽD hergestellte Eisenbahndraisine für den Betrieb auf Spurweiten von 750 bis 1520 mm bevorzugt für den Einsatz von Arbeitspersonal. Sie sind aus der SŽD-Baureihe ТУ8Г hervorgegangen und durch Änderung der Aufbauten aus dieser Maschine entstanden. Die Draisine ist ausgerüstet mit einem Hubstempel für die Änderung der Fahrtrichtung.

## Geschichte
Von 1988 an wurde die Motordraisine ТУ8П (TU8P) ausgeliefert. Zuerst wurde die Prototyplokomotive mit der Nummer 0001 ausgeliefert, ab 1989 folgten dann die Fahrzeuge mit der Nummerierung von 0002 bis 0008 auf der Grundlage des Prototypes. Später wurden die Fahrzeuge mit den Inventarnummer von 0009 bis 0055 ausgeliefert, die aus der SŽD-Baureihe ТУ6П umgestaltet wurden, weitere Nummerierungen folgten ab der Nummer 0056. Die Draisinen mit den Inventarnummern 0007, 0008, 0056 und 0057 erhielten die Dalnewostotschnaja schelesnaja doroga für ihr Schmalspurnetz in der Region Juschno-Sachalinsk mit einer Spurweite von 1067 mm. Alle weiteren Maschinen ab der Inventarnummer 0058 wurden für die SŽD mit einer Spurweite von 1520 mm hergestellt. Ob sich bei der breiteren Spurweite die Abmaße des Wagenkastens mit geändert haben, geht aus der Literatur nicht hervor. Ab der Inventarnummer 0084 bekamen die Fahrzeuge auf Anordnung des Bestellers die Bezeichnung AM1 angeeignet. Diese Bezeichnung darf allerdings nicht mit der der SŽD-Baureihe АМ-1 verwechselt werden. Ein Teil der Fahrzeuge ist mit einer Ausstattung einer Fehlersucheinheit an Gleisen ausgestattet, diese Maschinen bekamen die Bezeichnung ТУ8ПД (TU8PD) und waren ansonsten wie die ТУ8П ausgerüstet. Die betreffenden Maschinen besaßen die Inventarnummern 0070, 0073, 0074, 0079. Außerdem gab es noch eine Serie mit der Bezeichnung АМД1 (AMD1), diese hatten die Inventarnummern 0093, 0095, 0096, 010X, 0112-0115 und 0121-0129.

## Konstruktion
Im Wesentlichen können die Fahrzeuge als eine Kombination der Maschinenanlage der SŽD-Baureihe ТУ8Г mit den Aufbauten der SŽD-Baureihe ТУ6П bezeichnet werden. Da nur ein Endführerstand vorhanden ist, besitzen die Fahrzeuge zum Richtungswechsel einen Hubstempel.

## Diesellok ТУ8 und ihre Modernisierungen
Auf der Basis der Fahrzeuge entstanden außerdem:
- die Diesellokomotive SŽD-Baureihe ТУ8, Basismodell der Draisine,
- die Passagier – Draisine SŽD-Baureihe ТУ8Г für den Transport von ingenieurtechnischem Personal und Arbeitern sowie Oberbaumaterial mit eigenständigem Kran.
- der Diesellok-Energieapparat SŽD-Baureihe ТУ6СПА für die Überführung und Energieversorgung von Bauzügen,

## Bilder

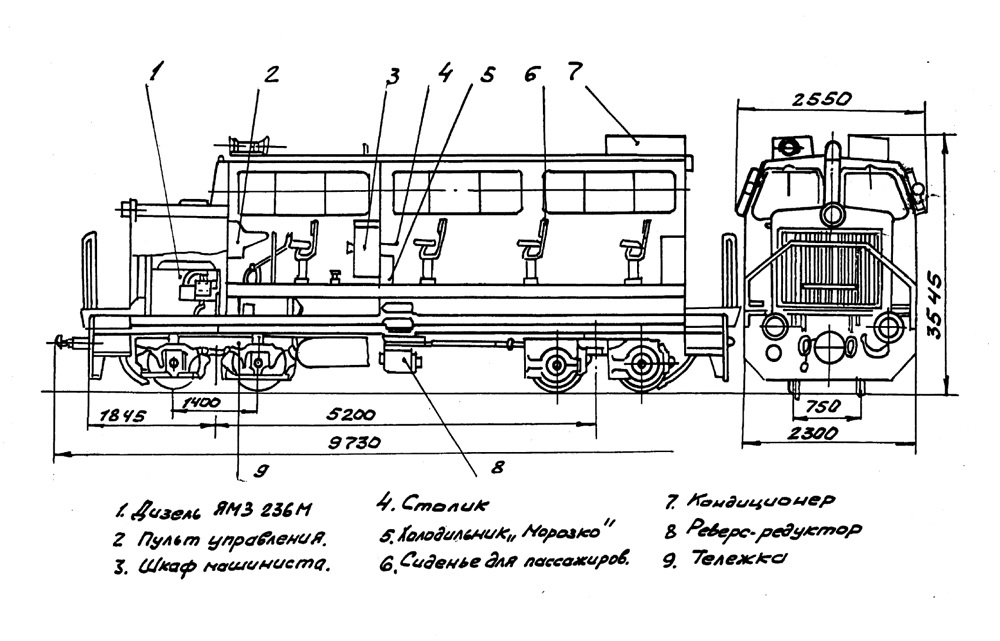
Prinzipskizze der wesentlichen Elemente der Reihe ТУ8П
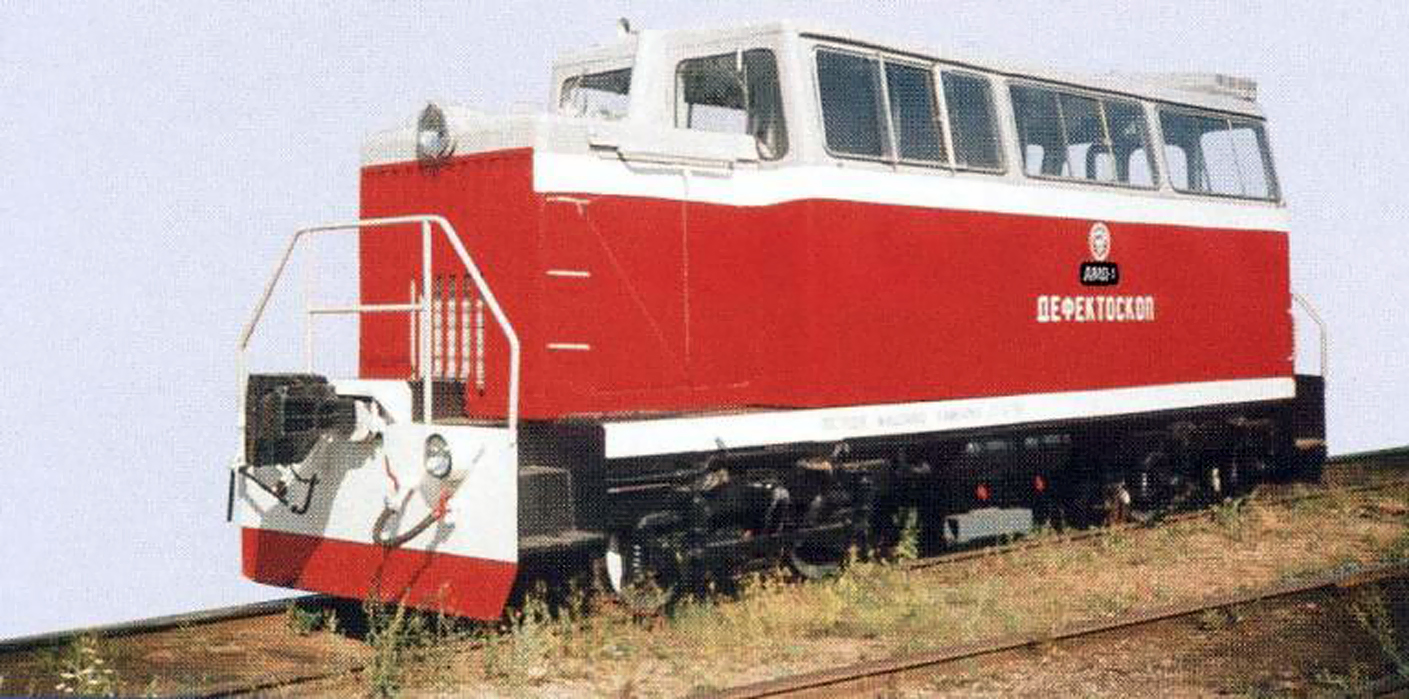
AMD-1 der Maschinenfabrik Kambarka
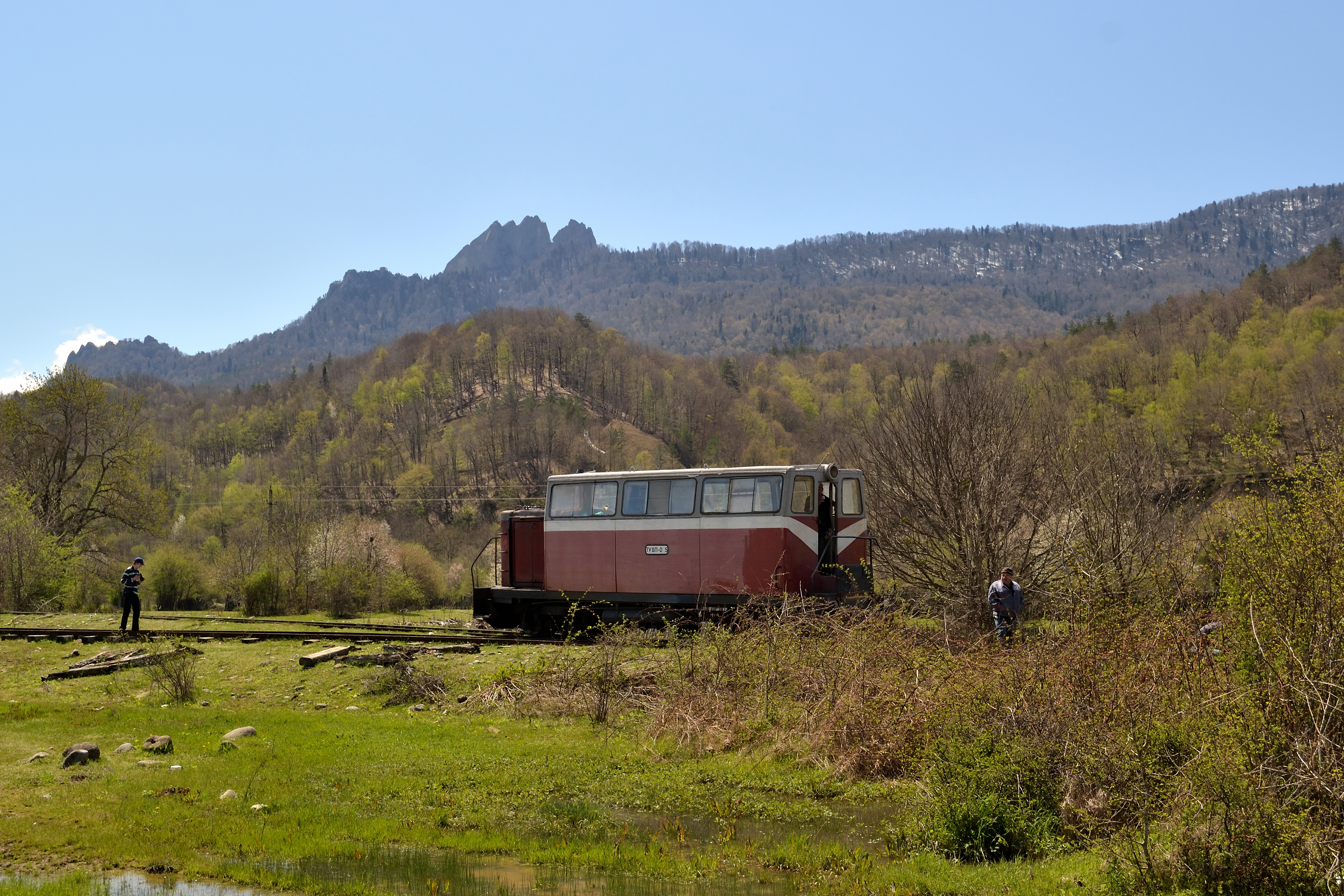
ТУ8П-0005, Waldbahn Apscheronsk